# Internazionali d'Italia 1956
Gli Internazionali d'Italia 1956 sono stati un torneo di tennis giocato sulla terra rossa. È stata la 13ª edizione degli Internazionali d'Italia. Sia il torneo maschile sia quello femminile si sono giocati al Foro Italico di Roma in Italia.

## Campioni

### Singolare maschile
Lew Hoad ha battuto in finale  Sven Davidson con il punteggio di 7–5, 6–2, 6–0

### Singolare femminile
Althea Gibson  ha battuto in finale  Zsuzsa Körmöczy con il punteggio di 6–3, 7–5

### Doppio maschile
Jaroslav Drobný /  Lew Hoad  hanno battuto in finale   Nicola Pietrangeli /  Orlando Sirola 11-9, 6–2, 6–3

### Doppio femminile
Mary Hawton /  Thelma Coyne Long  hanno battuto in finale  Angela Buxton /  Darlene Hard con il punteggio di 6–4, 6–8, 9–7

### Doppio misto
Thelma Coyne Long /  Luis Ayala  hanno battuto in finale  Shirley Bloomer  / Giorgio Fachini con il punteggio di 6–4, 6–3